# Russischer Marsch

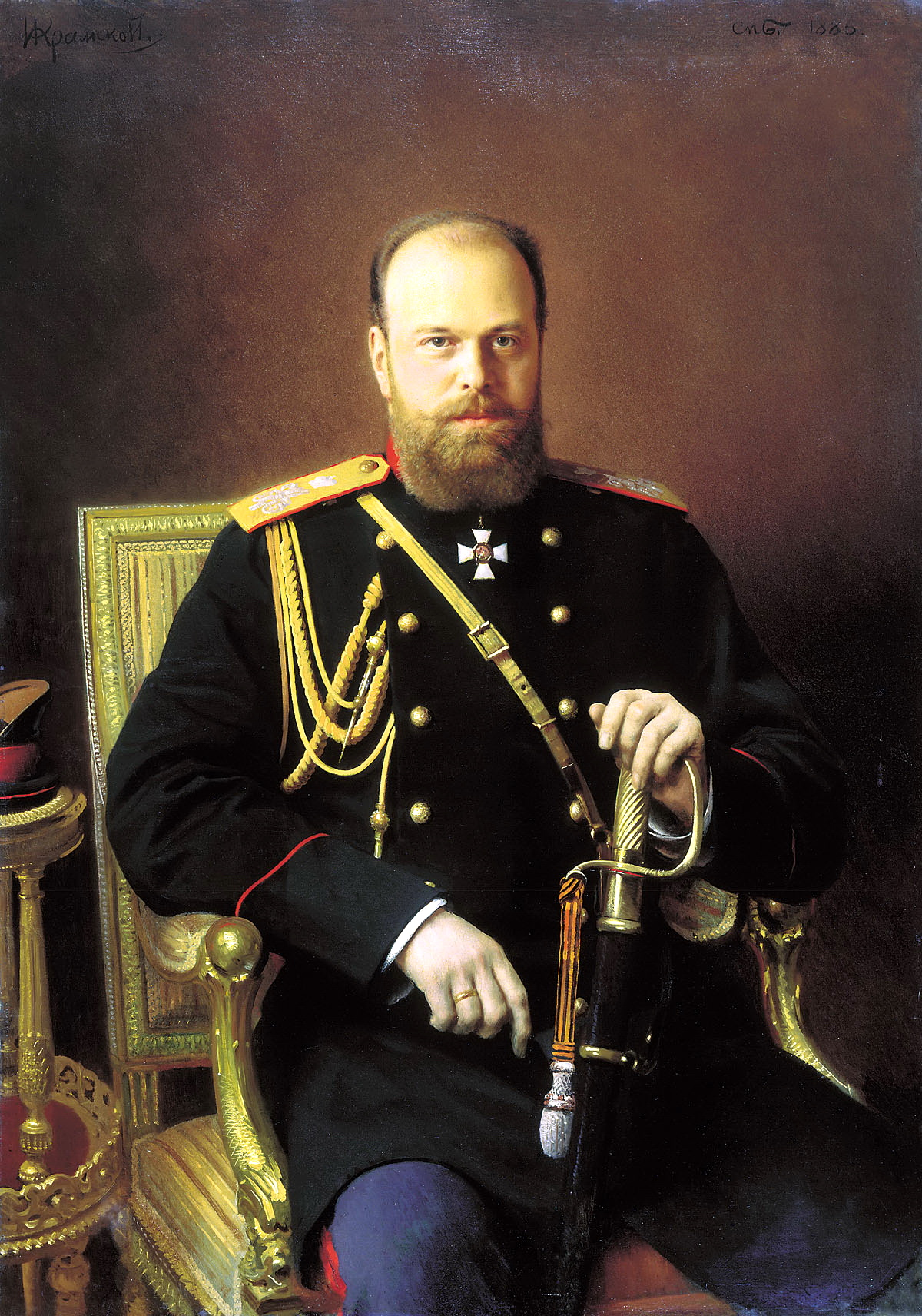
Lo zar di Russia Alessandro III.

Russischer Marsch (Marcia Russa) op. 426, è una marcia di Johann Strauss (figlio).
La Russischer Marsch fu una delle nuove composizioni con le quali il maestro viennese affascinò il pubblico russo, durante una serie di concerti a San Pietroburgo, nel 1886.
Strauss tornò in Russia, su invito della Croce Rossa russa e di una fondazione per bambini indigenti di San Pietroburgo, dopo un lasso di tempo di diciassette anni, da quando diede il suo ultimo concerto a Pavlovsk nel 1869.
Da allora si erano verificati molti cambiamenti nella società russa, e dopo l'assassinio dello zar Alessandro II nel 1881, il potere era passato nelle mani di suo figlio, Alessandro III (1845-94). La società nobiliare che circondava il nuovo zar non conosceva molto bene la vita della Russia di 20 o 30 anni prima, ma era ben consapevole della grandissima reputazione guadagnata da Strauss come compositore preferito dalla famiglia imperiale grazie ai suoi trionfali concerti estivi, a Pavlovsk, nel corso degli anni passati.
La visita del maestro viennese a San Pietroburgo nel 1886, ancora una volta, diede luogo ad una vera e propria febbre con negozi che vendevano le immagini, i busti e le statue del compositore, mentre un intraprendente mercante ideò delle "Strauss sigarette" con la faccia del compositore sul pacchetto.
La maggior parte dei lavori nei quali Strauss si esibì furono quelli che già avevano riscosso particolare successo a Pavlovsk durante gil anni 1850 e 1860, ma questi vennero integrati da opere più recenti, come la Brautschau-Polka op. 417 e lo Schatz-Walzer op. 418, entrambe sulla base di temi della sua ultima operetta, Der Zigeunerbaron (Lo zingaro Barone, 1885).
Inoltre, Johann compose quattro nuove opere per la visita del 1886: 2 valzer, una polka e una marcia. E fu ad un suo terzo concerto, il 29 aprile 1886, che eseguì la sua marcia con il titolo Marche des Gardes a Cheval (Marcia della guardia a cavallo) come omaggio allo zar Alessandro III.
Una volta giunta a Vienna, al brano venne cambiato il nome e venne eseguito al Musikverein il 7 novembre 1886 con il titolo di Russischer Marsch.